# RallyCross (Vereinigte Staaten)
Das RallyCross (diese Schreibung, also mit großem C in der Mitte, wird in den USA bevorzugt verwendet) ist eine Automobilsport-Disziplin für geschlossene Fahrzeuge und ein US-amerikanischer Namensvetter des europäischen Rallycross, hat damit aber keine weiteren Gemeinsamkeiten. RallyCross wird unter Hoheit des Sports Car Club of America (SCCA) gefahren.

## Charakteristik
Beim RallyCross fährt ein einzelnes Auto auf einem meist temporären Rundkurs gegen die Stoppuhr der Zeitnehmer. Die Strecke verfügt hierbei über losen Streckenbelag (beispielsweise Schotter, Erde oder Sand). Dabei kann es sich z. B. um Offroad-Übungsgelände-Anlagen handeln.
RallyCross wird überwiegend mit straßentauglichen Pkw, relativ „zahmen“ Rallyeautos, Geländewagen, Pick-ups und ähnlichen Fahrzeugen und ausschließlich von Rennsport-Anfängern bzw. Amateur-Motorsportlern betrieben. Da es dabei jeweils um die Bestzeiten allein auf der Piste agierender Fahrer geht, kann man es als eine Art Kreuzung von Autocross mit Rallyesprints betrachten.

## Einflüsse
Die amerikanische Form des RallyCross hat viele Einflüsse. Der Name selbst deutet fälschlicherweise eine enge Verbindung zum europäischen Rallycross-Format an, das seit 2010 in den Vereinigten Staaten unter dem Namen RallyCar U.S. Rallycross gefahren wird und bei dem bis zu sechs Fahrzeuge nebeneinander auf einem präparierten Rundkurs mit gemischtem Terrain fahren. RallyCross ist auch eng mit dem Rallye-Wettbewerb verbunden. Es wird oft als preiswerter Einstieg in den Rallyesport angesehen. RallyCross ist viel sicherer (aufgrund der niedrigeren Geschwindigkeiten, des Abstands zu anderen Fahrzeugen und der größeren Nähe zu den Hilfsmitteln) und kostengünstiger als professionelle Rallye-Wettbewerbe, um Fahrfertigkeiten zu entwickeln oder zu perfektionieren. 